# Замок Фрейшу-ди-Эшпада-а-Синта
Замок Фрейшу-ди-Эшпада-а-Синта (порт. Castelo de Freixo de Espada à Cinta) — средневековый замок в поселке Фрейшу-ди-Эшпада-а-Синта округа Браганса Португалии.

## История
Происхождение названия поселка Фрейшу-ди-Эшпада-а-Синта довольно древнее. По данным ученого XVI века Жуана де Барруша, основой для названия села стал герб местного испанского дворянина, на котором были изображены ясень (Freixo) и меч (Espada). Местная традиция, однако, возводит название поселка к некоему вестготу по прозвищу Espadacinta (он получил его за то, что однажды лег отдохнуть в тени ясеня, на месте которого впоследствии выросло село). Третью версию предлагает историк Шавьер Фернандеш: по его мнению, некий христианский рыцарь, преследуемый разбойниками, спрятался среди ветвей ясеня. Из ветвей торчал его меч, вид ясеня с мечом испугали разбойников, и они бежали. Тогда рыцарь заложил в этом месте поселение.
Археологи установили, что крепостные укрепления в поселке существовали еще в первые годы независимости Португалии, защищая границу на запад от реки Дору. Афонсу Энрикеш (1112—1185) даровал деревне фуэрос в 1152 году. Считается, что строительство замка началось именно в этот период, первые упоминания о нем датированы 1258 годом. В период 1212—1213 годов укрепления были захвачены вторгшимися войсками Альфонсо IX Леонского.
Король Афонсу III (1248—1279) даровал деревне новый фуэрос (1273) и распорядился укрепить и расширить её замок. Следующим важным этапом в развитии замка стало правление Диниша I (1279—1325). В этот период началось возведение семиугольной башни, которое было завершено в 1342 году. Во время правления Фернанду I (1367—1383) замок вновь был реконструирован.
В XV веке замок был приспособлен под гражданские нужды и стал резиденцией мэра поселка. Тем не менее, замок сохранял свою оборонную функцию до XIX века, когда стал использоваться в качестве кладбища (1836), а часть крепостных стен была снесена.
23 июня 1910 года замок был объявлен национальным памятником.

## Архитектура
Замок построен в готическом стиле. Из всего замкового комплекса лучше всего на сегодня сохранился донжон - семиугольная башня. Местные жители называют её просто Часовая башня. Она имеет высоту 25 метров, интерьер разделен на три этажа со сводчатыми перекрытиями. Изнутри башня имеет множество трещин разной длины, в верхней части кладка на сегодняшний день поддерживается специальными кронштейнами. На вершине башни расположена колокольня.